# Éric Rolland (ski alpin)
Pour les articles homonymes, voir Rolland.
Éric Rolland, né le 27 décembre 1975, est un skieur alpin et un entraineur de ski français.

## Biographie
C'est en 1997 qu'il obtient ses meilleurs résultats . Le 26 janvier 1997, il dispute sa première épreuve de coupe du monde dans le slalom de Kitzbühel. Après avoir décroché sa qualification pour la seconde manche, il créée la surprise en remportant cette dernière et obtient une excellente 14e place finale. Deux semaines plus tard le 13 février il remporte le slalom de Sella Nevea, son unique succès en coupe d'Europe. Le 9 mars il réalise le meilleur résultat en coupe du monde de sa carrière en prenant la 11e place du slalom de Shigakogen. Enfin le 23 mars, il est sacré Champion de France de slalom à l'Alpe d'Huez en devançant Kevin Page et Gaëtan Llorach.
Début 1999, il réalise deux bonnes secondes places dans les deux slaloms de coupe d'Europe de Kiruna.
Après sa carrière sportive il devient entraineur. Il entraine notamment l'équipe féminine de Nouvelle-Zélande en 2005, puis il entraine le club de Pralognan-la-Vanoise. 

## Palmarès

### Coupe du monde
- Meilleur classement général : 85e en 1997.
- Meilleur classement de slalom : 35e en 1997.

2 tops-15 en slalom
- Meilleur résultat sur une épreuve de slalom : 11e à Shigakogen en mars 1997

#### Classements
| Saison / Épreuve | Saison / Épreuve | Général | Général | Slalom | Slalom |
| ---------------- | ---------------- | ------- | ------- | ------ | ------ |
| Saison / Épreuve | Saison / Épreuve | Class.  | Points  | Class. | Points |
| 1996-1997        | 1996-1997        | 85e     | 42      | 35e    | 42     |

### Coupe d'Europe
6 tops-10 dont 3 podiums et une victoire :
- 1er du slalom de Sella Nevea en février 1997

#### Classements
| Saison / Épreuve | Saison / Épreuve | Général | Général | Slalom | Slalom |
| ---------------- | ---------------- | ------- | ------- | ------ | ------ |
| Saison / Épreuve | Saison / Épreuve | Class.  | Points  | Class. | Points |
| 1996-1997        | 1996-1997        | 38e     | 189     | 9e     | 189    |
| 1997-1998        | 1997-1998        | 56e     | 145     | 18e    | 145    |
| 1998-1999        | 1998-1999        | 29e     | 202     | 11e    | 202    |
| 1999-2000        | 1999-2000        | 127e    | 24      | 60e    | 24     |
| 2000-2001        | 2000-2001        | 127e    | 20      | 64e    | 20     |

### Championnats de France

#### Élite
| Édition / Epreuve                          | Descente | Super G | Slalom géant | Slalom | Combiné |
| ------------------------------------------ | -------- | ------- | ------------ | ------ | ------- |
| Championnats 1995 Les Arcs                 | -        | -       | 21e          | Ab     |         |
| Championnats 1996 Les Menuires             | 49e      | -       | 17e          | 4e     |         |
| Championnats 1997 Alpe d'Huez              | -        | -       | 35e          | Or     |         |
| Championnats 1998 Serre Chevalier          | -        | -       | 19e          | 7e     |         |
| Championnats 1999 La Clusaz                | -        | -       | 11e          | 4e     |         |
| Championnats 2000 Valloire / Alpe d'Huez   | -        | -       | 31e          | Ab     |         |
| Championnats 2001 Alpe d'Huez / Courchevel | -        | -       | 14e          | Ab     |         |